# Locharna epiperca
Locharna epiperca är en fjärilsart som beskrevs av Collenette 1947. Locharna epiperca ingår i släktet Locharna och familjen tofsspinnare. Inga underarter finns listade i Catalogue of Life.